# Moritz Leiffmann

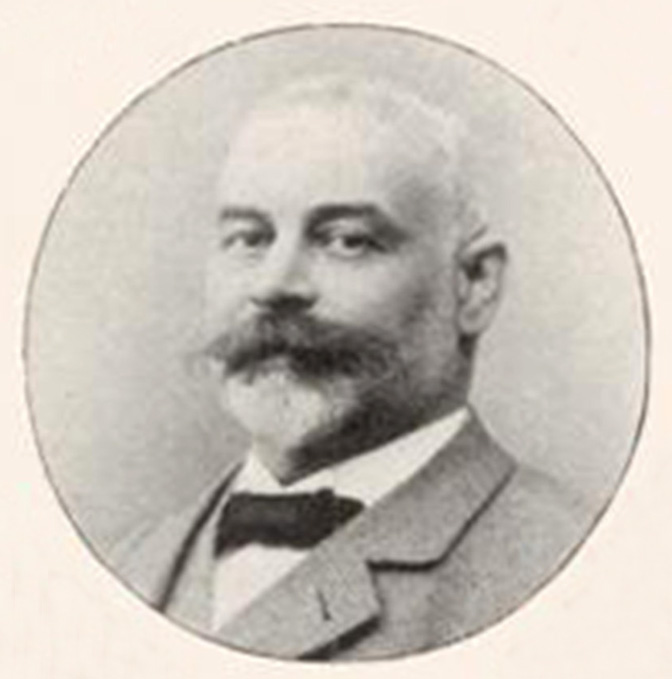
Moritz Leiffmann

Moritz Leiffmann (* 2. Februar 1853 in Unna; † 29. Mai 1921 in Düsseldorf) war ein deutscher Privatbankier, Kommunalpolitiker, Schriftsteller und Kunstsammler.

## Leben
Moritz Leiffmann wurde als Sohn eines jüdischen Sattlers im westfälischen Unna geboren. Einen gesellschaftlichen Aufstieg erlebte er als Prokurist (bis 1888) und als persönlich haftender Gesellschafter (bis 1921) des am 13. Oktober 1881 gegründeten Düsseldorfer Bankhauses Bernhard Simons & Cie., das sich durch die Finanzierung industrieller Projekte und Unternehmen intensiv an der Entwicklung der Industriezentren an Rhein und Ruhr beteiligte. Die Entwicklung des Bankhauses zu einem bedeutenden Geldinstitut gilt vor allem als das Werk Leiffmanns. Durch sein Engagement in der Kommunalpolitik der Stadt Düsseldorf, wo er von 1896 bis 1920 als liberaler Stadtverordneter wirkte, trug er zur wirtschaftlichen und industriellen Entwicklung der zum „Schreibtisch des Ruhrgebiets“ avancierenden Stadt maßgeblich bei. Von 1915 bis 1918 vertrat er Düsseldorf im Provinziallandtag der Rheinprovinz. Auch als Förderer sozialer und künstlerischer Projekte (etwa 1899 als ein Initiator der Düsseldorfer Goethe-Festspiele, als ein Sponsor des 1901 errichteten Düsseldorfer Mendelssohn-Denkmals, als Mitglied des Vorstandes und Leiter des Finanzausschusses für die Internationale Kunst- und Gartenbau-Ausstellung Düsseldorf 1904 (u. a. im Kunstpalast Düsseldorf) und als Stifter einer Inschrift zur 1916 als „Kriegswahrzeichen“ errichteten Nagel- und Holzskulptur Bergischer Löwe von Johannes Knubel), als Redner und Schriftsteller zu wirtschaftlichen und Finanzthemen sowie als Dichter und Librettist einiger Werke von Engelbert Humperdinck trat er hervor. Im Unterschied zu Michael Simons (1817–1895), seinem Seniorpartner in der Bank, der in der Synagogengemeinde Düsseldorfs eine bedeutende Rolle spielte, entfernte sich Leiffmann – wie viele andere Vertreter des Großbürgertums – von seinen jüdischen religiösen Wurzeln, obwohl er selbst weiter der israelitischen Religionsgemeinschaft angehörte. Leiffmann heiratete Fanny Kaiser (1859–1932). Seine Kinder ließ er protestantisch taufen. Zu ihnen zählte auch die 1874 geborene Martha Leiffmann, die 1904 den späteren Mediziner Peter Janssen heiratete, einen Sohn des Düsseldorfer Akademiedirektors Peter Jansen des Älteren, und 1906 den späteren Maler Peter Janssen den Jüngeren gebar. 1910 wurde ihm der Titel Geheimer Kommerzienrat verliehen.

### Villa Leiffmann
Um die Jahrhundertwende gab die Familie ihr eher bescheidenes Domizil über den Geschäftsräumen des Bankhauses Bernhard Simons & Cie. (später B. Simons & Co.) im Düsseldorfer Stadtzentrum (Blumenstraße 19) auf und bezog die herrschaftliche „Villa Leiffmann“, die 1898 nach dem Vorbild einer florentinischen Villa vom eklektizistischen Akademie-Professor Adolf Schill entworfen und in der Golzheimer Heide im Stadtteil Golzheim auf einem weitläufigen Gelände, zwischen der heutigen Theodor-Heuss-Brücke, dem heutigen Nordpark Düsseldorf, der Kaiserswerther Straße und dem Rhein, errichtet worden war. Die palastartige, von einem Park mit geschwungenen Wegen umgebene Villa, die sich dem Rhein mit einer imposanten Doppelturmfassade zuwandte, bildete bis zum Tode Leiffmanns einen „Mittelpunkt glanzvoller Geselligkeit“ und war berühmt für ihre wertvolle Ausstattung, darunter eine beachtliche Kunstsammlung, die ab November 1932, kurz nach dem Tod von Leiffmanns Witwe, durch die Galeristen Alfred Flechtheim, Hugo Helbing und Georg Paffrath öffentlich versteigert wurde. Einige Jahre vor ihrem Tod, wohl Mitte der 1920er Jahre, hatte Fanny Leiffmann ihrem Schwiegersohn, dem Arzt Peter Janssen, von ihrem Villengrundstück ein Grundstück an der Rotterdamer Straße 40 (in der Zeit des Nationalsozialismus Alte-Garde-Ufer 104, heute Rotterdamer Straße 65) ausparzellieren lassen, wo Janssen 1926 von dem Architekten Josef Kleesattel ein eigenes, heute denkmalgeschütztes Wohnhaus erbauen ließ. Bei der Umgestaltung des Düsseldorfer Nordens zur „Schlageter-Stadt“, die die Stadt und die Gauleitung Düsseldorf Mitte der 1930er Jahre im Zuge eines Personenkults um den Freikorpskämpfer Albert Leo Schlageter und einer ambitionierten Stadtentwicklungspolitik zum Ausbau der „Gauhauptstadt Düsseldorf“ vorantrieben, erwarb die Stadt das Villengelände zu einem sehr geringen Kaufpreis von den Erben Leiffmanns, um es in die Entwicklung der Reichsausstellung Schaffendes Volk und – in diesem städtebaulichen Rahmen – in den Bau der nationalsozialistischen Mustersiedlung namens „Schlageter-Siedlung“ einzubeziehen; die Villa Leiffmann, die seit 1932 leergestanden hatte, wurde spätestens 1936 abgerissen. Ein schmiedeeisernes Gartentor-Gitter der Villa, das der Schriftsteller Herbert Eulenberg erworben hatte, wurde am Eingang zu dessen Anwesen „Haus Freiheit“ in Düsseldorf-Kaiserswerth wiederverwendet.

### Grabstätte
Leiffmann und seine Frau wurden im jüdischen Teil des Düsseldorfer Nordfriedhofs bestattet. Die Grabstätte markiert ein schlichtes Tuffstein-Grabmal, das wohl von dem Bildhauer Leopold Fleischhacker entworfen wurde.

## Literarisches Werk
- Johannes. Idyll in Hexametern, Versepos, 1878, 2. Auflage, Leipzig 1879
- Gold-Silber-Papier. Eine Studie. 3. Auflage, Lintz, Düsseldorf 1893
- Trifolium. Verlag Breitkopf & Härtel, Leipzig 1898 (lyrische Dichtung, vertont von Engelbert Humperdinck, illustriert mit symbolischen Zeichnungen von Alexander Frenz; rezensiert von Hanns Heinz Ewers in: Der Kunstfreund, Februar 1899, S. 42 f.)
- Kräfte und Pflichten des deutschen Geldmarktes im Kriegsfalle. Ein Mahnruf. Düsseldorf 1899
- Zu den Wundern Amerikas. Reisebeschreibung. Schwann Verlag, Düsseldorf 1908
- Stellung und Aufgaben des Privatbankiers im heutigen Wirtschaftsleben. Einleitender Vortrag zum 4. Allgemeinen Deutschen Bankiertag zu München am 17. September 1912, Verlag Strucken, Düsseldorf 1912;[26] ebenfalls in: Verhandlungen des IV. Allgemeinen Deutschen Bankiertages zu München am 17. September 1912, Berlin 1912, S. 51 (PDF, Digitalisat)
- Die Städte und der Krieg. In: Bank-Archiv, 14, 8, S. 134–136
- Die Aufgaben der Gemeinden im Kriegsfalle. In: Akademie für kommunale Verwaltung (Hrsg.): Vorträge der Kommunalen Woche. Düsseldorf 1914, S. 106–112 (Dieser Vortrag Leiffmanns, der zur finanziellen und sonstigen Vorsorge der Kommunen für einen Kriegsfall aufrief, fand im Juli 1914, kurz nach der Ermordung des österreichisch-ungarischen Thronfolgerpaares in Sarajevo und kurz vor Ausbruch des Ersten Weltkriegs, überregionale Beachtung.[27])
- Die feste Sicherung unserer Kriegsanleihen. In: Bank-Archiv, 1917